# Iveco Vertis
Iveco Vertis — среднетоннажный грузовой автомобиль, выпускаемый итальянской компанией Iveco S.p.A. с 2010 по 2016 год.

## История
Производство автомобиля Iveco Vertis стартовало в 2010 году в Латинской Америке. Автомобиль оснащался дизельным двигателем внутреннего сгорания NEF4 экологического класса Евро-5, трансмиссией ZF, передней осью Dana, задним мостом Meritor и тормозной системой Master/Knorr Bremse. Производство завершилось в 2016 году.

## Модификации
- IVECO Vertis 130V18[4].

- IVECO Vertis 130V19.

- IVECO Vertis 90V16.

- IVECO Vertis 90V18.